# 108113 Maza
108113 Maza é um asteroide pertencente ao cinturão principal que orbita entre Marte e Júpiter. Descoberto em 14 de abril de 2001 pelo astrônomo Rafael Ferrando quando realizava observações de uma supernova com um telescópio de 305 mm de abertura. O asteroide foi dedicado ao astrônomo chileno José Maza Sancho da Universidade do Chile e Prêmio Nacional de Ciências Exatas do Chile em 1999, que é autor do livro "Supernovas" em conjunto com o astrônomo Mario Hamuy. Maza ademais é um destacado difusor da ciência convidado comumente à TV local e a palestras de grupos científicos e céticos. Ferrando baptizou originalmente ao asteroide como "Josemaza" mas ao não ser aceita essa denominação ficou a atual.
O asteroide localiza-se entre Marte e Júpiter no chamado Cinturão de asteroides tendo um tamanho entre 3 a 4 km. Ao ter uma órbita elíptica a uma distância mínima de 330 milhões de km e máxima de 500 milhões de km, não tem perigo para a Terra que orbita a 150 milhões de km.